# Sardinská rallye 2010
Sardinská rallye 2010 byla pátou soutěží šampionátu IRC 2010. Soutěž měřila 218,7 ykm a měla 13 rychlostních zkoušek. Zvítězil zde Juho Hänninen s vozem Škoda Fabia S2000. 

## Průběh soutěže
V prvních testech zvítězil Jan Kopecký s druhou tovární Fabií. Kvůli nehodě v první zkoušce odstoupil Guy Wilks s Fabii týmu Škoda UK.Se zraněními byl převezen do nemocnice. Ve stejném testu odstoupil i Sébastien Ogier, kterého vyřadila závada chlazení. Další havárie donutila odstoupit Andrease Mikkelsena s vozem Ford Fiesta S2000. Ve třetím testu měl Kopecký defekt, který ho odsunul na čtvrté místo. Před ním byli jezdci v pořadí Paolo Andreucci, Kris Meeke a Hänninen. Andreucci v dalších testech zajel dvě čtvrtá a dvě první místa. Na konci etapy tak bylo pořadí Andreucci, Meeke, Hänninen, Kopecký a Neuville. 
Druhá etapa měla šest rychlostních zkoušek. První z nich vyhrál Meeke a posunul se do vedení. Druhou ale vyhrál Hänninen a na první pozici Meeka vystřídal. Meeke v následujícím testu havaroval. Hänninen tak vedl před Andreuccim, Kopeckým a Neuvillem. Kopecký v poslední trojicic testů bojuje s Andreuccim o druhou pozici, ale prohrává. Hänninen uhájil vedení.

## Výsledky
1. Juho Hänninen (Škoda Fabia S2000) 2:31:28,6
2. Paolo Andreucci (Peugeot 207 S2000) + 35,6
3. Jan Kopecký (Škoda Fabia S2000) +38,2
4. Thierry Neuville (Peugeot 207 S2000) + 5:58,6
5. Bruno Magalhäes (Peugeot 207 S2000) + 9:55,8
6. Teemu Arminen (Subaru Impreza STi) + 10:12,3
7. Luigi Ricci (Subaru Impreza STi) + 11:33,4
8. Daniele Batistini (Peugeot 207 S2000) + 11:58,1
9. Filippo Bordignon (Subaru Impreza STi) + 19:56,2
10. Gianluca Linari (Subaru Impreza STi) + 21:07,0

## Průběžné pořadí

### Jezdci
1. Juho Hänninen (Škoda Fabia S2000) 42
2. Jan Kopecký (Škoda Fabia S2000) 31
3. Guy Wilks (Škoda Fabia S2000) 25
4. Bruno Magalhäes (Peugeot 207 S2000) 17
5. Kris Meeke (Peugeot 207 S2000) 15
6. Mikko Hirvonen (Ford Fiesta S2000) 10
7. Paolo Andreucci (Peugeot 207 S2000) 8
8. Nicolas Vouilloz (Peugeot 207 S2000) 6
9. Stéphane Sarrazin (Peugeot 207 S2000) 5
10. Gabriel Pozzo (Mitsubishi Lancer Evo) 5
11. Thierry Neuville (Peugeot 207 S2000) 5

### Týmy
1. Škoda Motorsport 80
2. Peugeot Sport 46
3. Ford M-Sport 15
4. Subaru World Rally Team 10
5. Mitsubishi Ralliart 8